# 47 d'Hong Kong
Els 47 d'Hong Kong són un grup de 47 defensors de la democràcia a Hong Kong acusats de conspiració per cometre subversió segons la llei de seguretat nacional d'Hong Kong. El 6 de gener de 2021, 55 activistes, antics legisladors, treballadors socials i acadèmics van ser arrestats pel Departament de Seguretat Nacional de la Comissió de Policia d'Hong Kong en virtut de la llei de seguretat nacional per la seva organització i participació en les primàries per a les eleccions del Consell Legislatiu posteriorment ajornats, incloses sis organitzadors i 48 participants, dels quals dos van ser arrestats a la presó, la qual cosa la converteix en la repressió més gran sota la llei de seguretat nacional des de la seva aprovació el 30. Juny 2020. Les autoritats també van atacar 72 llocs, inclòs la casa de l'activista empresonat Joshua Wong, les oficines dels mitjans de comunicació Apple Daily, Stand News i InMedia HK i l'institut de votació de l'Institut d'Investigació de l'Opinió Pública d'Hong Kong (PORI), i van congelar més de 200.000 dòlars en fons relacionats amb el primàries. Les detencions van reduir considerablement el camp pro-democràcia, inclosa la seva ala moderada, i van apuntar a diverses figures destacades.
El 28 de febrer, 47 personatges de l'oposició entre els arrestats al gener van ser acusats oficialment de conspiració per cometre subversió d'acord amb la llei de seguretat nacional. La seva compareixença al tribunal l'1 de març va veure que centenars de manifestants es reunien fora de l'edifici, un rar acte de desafiament davant el rerefons de les restriccions a causa de la llei de seguretat nacional i la pandèmia de la COVID-19.
Diversos advocats defensors van expressar les seves objeccions als tribunals als lents processaments, que contrastaven amb els càrrecs presentats ràpidament. Els analistes van considerar que els càrrecs lents, que es van estendre a altres casos de seguretat nacional, eren una estratègia deliberada dissenyada per avivar la por. El cas va ser ajornat diverses vegades; en l'ajornament del 4 de març de 2022, la propera data de vista es va fixar en el 28 d'abril, a causa de la pandèmia de la COVID-19, data en què es va indicar als acusats que tornessin a comparèixer de l'1 al 2 de juny; un jutge del tribunal superior havia demanat al tribunal inferior de tramitació uns dies abans per oferir un judici ràpid. Els acusats van ser sotmesos de vegades a l'aïllament.
El 8 de març de 2022, només 13 dels 47 acusats havien rebut la llibertat sota fiança, un reflex dels estrictes requisits per a la fiança segons la llei de seguretat nacional. A principis de juliol de 2021, molts dels acusats havien anunciat la seva retirada de la política. El judici va durar del 6 de febrer al 4 de desembre de 2023.

## Rerefons
Els dies 11 i 12 de juliol de 2020, el camp a favor de la democràcia, organitzat pel jurista i activista Benny Tai, va celebrar una primària per seleccionar el nombre de candidats per a les eleccions del Consell Legislatiu de setembre per maximitzar les possibilitats dels prodemòcrates d'aconseguir el "35". +" majoria al Consell Legislatiu per bloquejar els projectes de llei del govern i pressionar el govern perquè implementi les cinc demandes clau de les protestes en curs. Tai va preveure que els demòcrates vetarien tots els projectes de llei a la legislatura per paralitzar el govern, i obligarien el cap de l'Executiu a dissoldre el Consell Legislatiu després que el pressupost del govern fos vetat, com en les etapes quarta i cinquena de la cronologia "lam chau de deu passos". La renúncia del cap de l'Executiu estaria forçada per l'article 52 de la Llei bàsica si el Consell Legislatiu resultant d'una elecció parcial encara no ha aprovat el pressupost.
Abans de celebrar-se les primàries, el secretari d'Afers Constitucionals i Continentals, Erick Tsang, va advertir que podrien violar la nova llei de seguretat nacional imposada per Pequín, concretament les seves clàusules que prohibeixen la secessió, la subversió i la connivència amb potències estrangeres. Benny Tai va refutar l'afirmació dient que aquest treball de defensa estava d'acord amb els principis de la Llei bàsica. Va afegir que vetar el pressupost no suposaria "interferir greument, pertorbar o soscavar l'exercici dels deures i funcions" del govern en virtut de l'article 22 de la nova llei perquè el cap de l'executiu té el poder de destituir la legislatura i convocar unes eleccons.
Malgrat la llei de seguretat nacional i les amenaces legals, més de 600.000 votants, incloses 590.000 paperetes electròniques i més de 20.000 paperetes, van participar durant la votació de dos dies, més del 13% del nombre total de votants registrats i superant amb escreix als organitzadors. La participació prevista és de 170.000 persones. La directora executiva, Carrie Lam, va emetre un fort advertiment als candidats i organitzadors de les primàries, dient que era subversiu que prometessin prendre el control de la legislatura i votar en contra de les propostes clau del govern. "Si el propòsit d'aquestes anomenades eleccions primàries és assolir l'objectiu final d'aconseguir el que van anomenar '35+' [legisladors], amb l'objectiu d'oposar-se o resistir-se a qualsevol iniciativa política del govern de la RAEHK, pot caure en la categoria de subvertir el poder estatal, un dels quatre tipus d'ofenses de la llei de seguretat nacional", va dir.
Un portaveu de l'Oficina d'Enllaç de Pequín a Hong Kong va condemnar el camp de l'oposició per ignorar l'advertència del govern de Hong Kong sobre possibles incompliments legals i per seguir endavant amb les primàries. Va nomenar Benny Tai com a sospitós d'una possible violació de la llei de seguretat nacional en coordinar-se amb el camp de l'oposició per buscar el control de la legislatura, votar en contra del pressupost, paralitzar el govern i subvertir el poder estatal. També va acusar Tai i l'oposició d'intentar fer-se càrrec del govern de la ciutat fent la versió de Hong Kong d'una "revolució de color". L'Oficina d'Afers de Hong Kong i Macau (HKMAO) va acusar Tai de "manipular il·legalment" el sistema electoral de Hong Kong, de desafiar la nova llei de seguretat nacional i d'actuar com a agent polític de les forces estrangeres.

## Detencions
Al matí del 6 de gener de 2021, el Departament de Seguretat Nacional de la Policia de Hong Kong va assaltar 72 llocs, inclosa la casa de l'activista empresonat Joshua Wong, així com els coorganitzadors de l'Institut d'Investigació de l'Opinió Pública de Hong Kong (PORI) i el despatx d'advocats Ho. Tse Wai i socis. A més, va exigir a tres mitjans de comunicació Apple Daily, Stand News i InMedia HK que entreguessin informació i va congelar 206.000 dòlars HK en fons relacionats amb les eleccions. En les operacions, la policia va arrestar 55 homes i dones inclosos activistes, antics legisladors, treballadors socials i acadèmics que van organitzar o disputar les primàries a tot l'espectre pro-democràcia sota sospita de "subversió del poder estatal" la llei de seguretat nacional. Incloïen l'organitzador Benny Tai i l'activista empresonat i candidat a les primàries Joshua Wong, set antics legisladors del Partit Demòcrata, el partit d'oposició més gran de Hong Kong, inclòs el president del partit Wu Chi-wai, polítics i activistes veterans Leung Kwok-hung i Claudia Mo, i nouvinguts, com Jeffrey Andrews, un treballador social al servei de la comunitat de minories ètniques de la ciutat, i el defensor dels drets de les persones amb discapacitat Lee Chi-yung. L'advocat nord-americà John Clancey, soci de Ho Tse Wai and Partners i tresorer del Power for Democracy que coordinava les primàries, també va ser detingut. El director executiu de PORI , Robert Chung, i el seu adjunt Chung Kim-wah també van rebre la visita de la policia i els va demanar que l'ajudessin amb la investigació.

## Llista de detinguts
Els 47 acusats acusats de conspiració per cometre subversió segons la llei de seguretat nacional són:
1. Benny Tai
2. Au Nok-hin
3. Andrew Chiu
4. Ben Chung
5. Gordon Ng
6. Tiffany Yuen
7. Fergus Leung
8. Tat Cheng
9. Chui Chi-kin
10. Clarisse Yeung
11. Michael Pang
12. Jimmy Sham
13. Claudia Mo
14. Kalvin Ho
15. Frankie Fung
16. Lawrence Lau
17. Helena Wong
18. Lau Chak-fung
19. Joshua Wong
20. Jeremy Tam
21. Li Ka-tat
22. Tam Tak-chi
23. Wu Chi-wai
24. Sze Tak-loy
25. Eddie Chu
26. Sam Cheung
27. Wong Ji-yuet
28. Ng Kin-wai
29. Andrew Wan
30. Kwok Ka-ki
31. Carol Ng
32. Tam Hoi-pong
33. Gwyneth Ho
34. Ventus Lau
35. Alvin Yeung
36. Raymond Chan
37. Owen Chow
38. Lam Cheuk-ting
39. Gary Fan
40. Hendrick Lui
41. Leung Kwok-hung
42. Mike Lam
43. Ricky Or
44. Lester Shum
45. Wong Pak-yu
46. Lee Yue-shun
47. Winnie Yu